# Cirrochroa illergeta
Cirrochroa illergeta är en fjärilsart som beskrevs av Hans Fruhstorfer 1912. Cirrochroa illergeta ingår i släktet Cirrochroa och familjen praktfjärilar. Inga underarter finns listade i Catalogue of Life.